# Liptovská Sielnica
Liptovská Sielnica (bis 1946 slowakisch „Sielnica“; ungarisch Szielnic) ist eine Gemeinde im Norden der Slowakei mit 589 Einwohnern (Stand 31. Dezember 2024), die zum Okres Liptovský Mikuláš, einem Teil des Žilinský kraj, gehört und zur traditionellen Landschaft Liptau gezählt wird.

## Geographie
Die Gemeinde befindet sich im Talkessel Liptovská kotlina (Teil der größeren Podtatranská kotlina) im Tal des Baches Kvačianka unweit des Nordufers des Liptauer Stausees (slowakisch Liptovská Mara). Nordwestlich des Ortes erhebt sich das Gebirge Chočské vrchy. Das Ortszentrum liegt auf einer Höhe von 565 m n.m. und ist elf Kilometer von Liptovský Mikuláš entfernt.
Verwaltungstechnisch gliedert sich die Gemeinde in vier Katastralgemeinden: Liptovská Mara (2,15 km²), Liptovská Sielnica (10,25 km²), Parížovce (1,82 km²) und Sestrč (3,02 km²), die letztere ist dabei eine Exklave. Der Ort Brnice wurde 1924 eingemeindet und ist keine Katastralgemeinde mehr.
Nachbargemeinden sind Kvačany im Norden, Liptovské Matiašovce im Nordosten, Liptovský Trnovec im Osten und Südosten, Galovany im Süden, Bobrovník im Südwesten und Prosiek im Westen. Die Exklave Sestrč grenzt im Uhrzeigersinn an Malatiná, Liptovská Anna, Liptovská Teplá und Kalameny.

## Geschichte

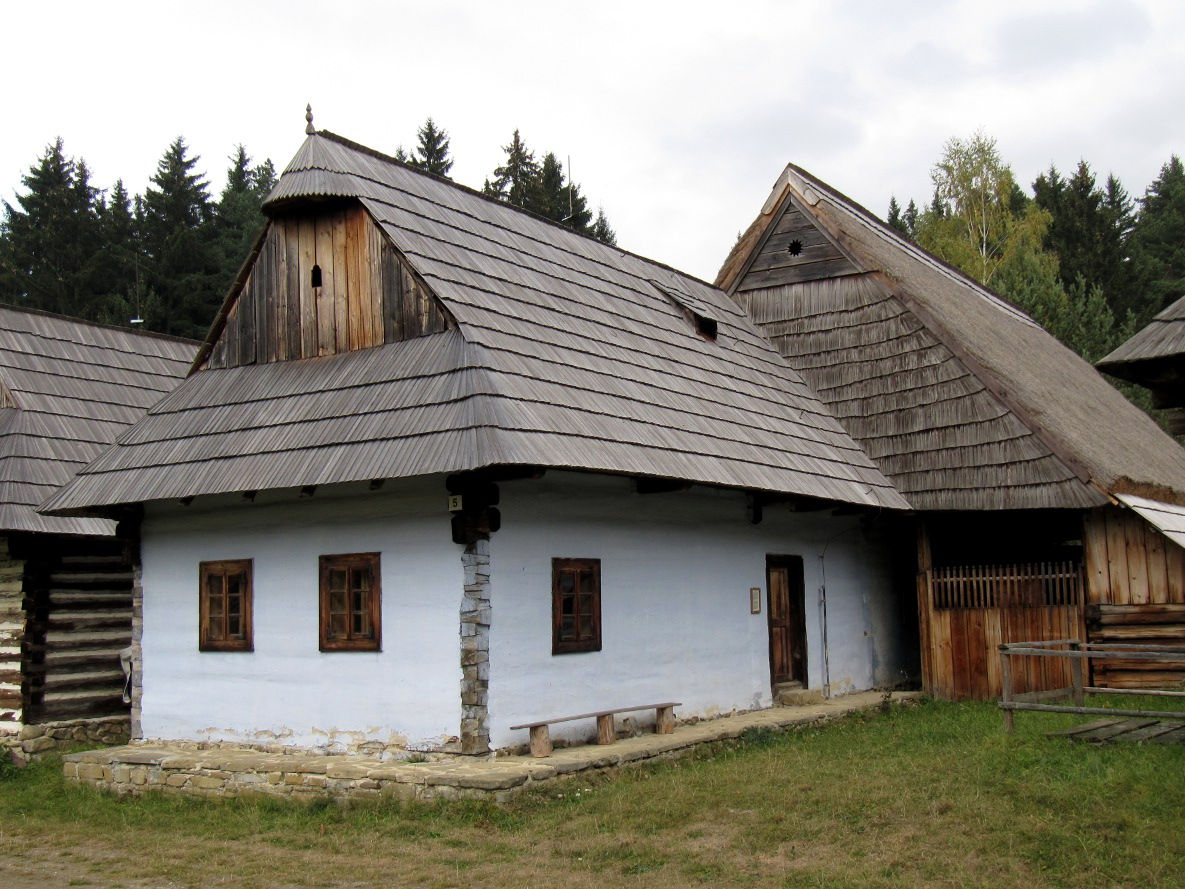
Ein Haus von 1804 aus Liptovská Sielnica, heute im Museum des slowakischen Dorfes in Martin zu sehen

Der ursprüngliche Ort wurde zum ersten Mal 1256 als Zelniche schriftlich erwähnt und war Teil des Herrschaftsguts der Burg Liptau. Früher war das Gebiet von Sielnica weitaus größer, im Laufe der Jahrhunderte spalteten sich jedoch neu gegründete Ortschaften ab. 1463 wurde Sielnica zum Städtchen mit Marktrecht und war nunmehr Besitz der Burg Likava. Des Weiteren waren die Einwohner von jeglichen Zöllen in einem Umkreis von 12 Meilen befreit. 1828 zählte man 146 Häuser und 1.183 Einwohner.
Bis 1918 gehörte der im Komitat Liptau liegende Ort zum Königreich Ungarn und kam danach zur Tschechoslowakei beziehungsweise heute Slowakei. Als eines der ersten Dörfer in der Liptau wurde Sielnica im Jahre 1921 elektrifiziert.
Der alte Ort musste in den 1970er Jahren dem Bau des Liptauer Stausees weichen und wurde am heutigen, vom ursprünglichen Ort etwa zwei Kilometer nördlich gelegenen Standort neu gebaut und im August 1974 fertiggestellt. Bereits 1968 wurden die Orte Liptovská Mara und Parížovce eingemeindet, die ebenfalls im Stausee verschwanden, jedoch nicht verlegt wurden.
Von 1976 bis 1992 war Ižipovce Teil der Gemeinde.

## Bevölkerung
| Jahr                | 1994 | 2004     | 2014    | 2024    |
| ------------------- | ---- | -------- | ------- | ------- |
| Anzahl der Personen | 440  | 609      | 607     | 589     |
| Unterschied         |      | +38,40 % | −0,32 % | −2,96 % |

| Jahr                | 2023 | 2024    |
| ------------------- | ---- | ------- |
| Anzahl der Personen | 603  | 589     |
| Unterschied         |      | −2,32 % |

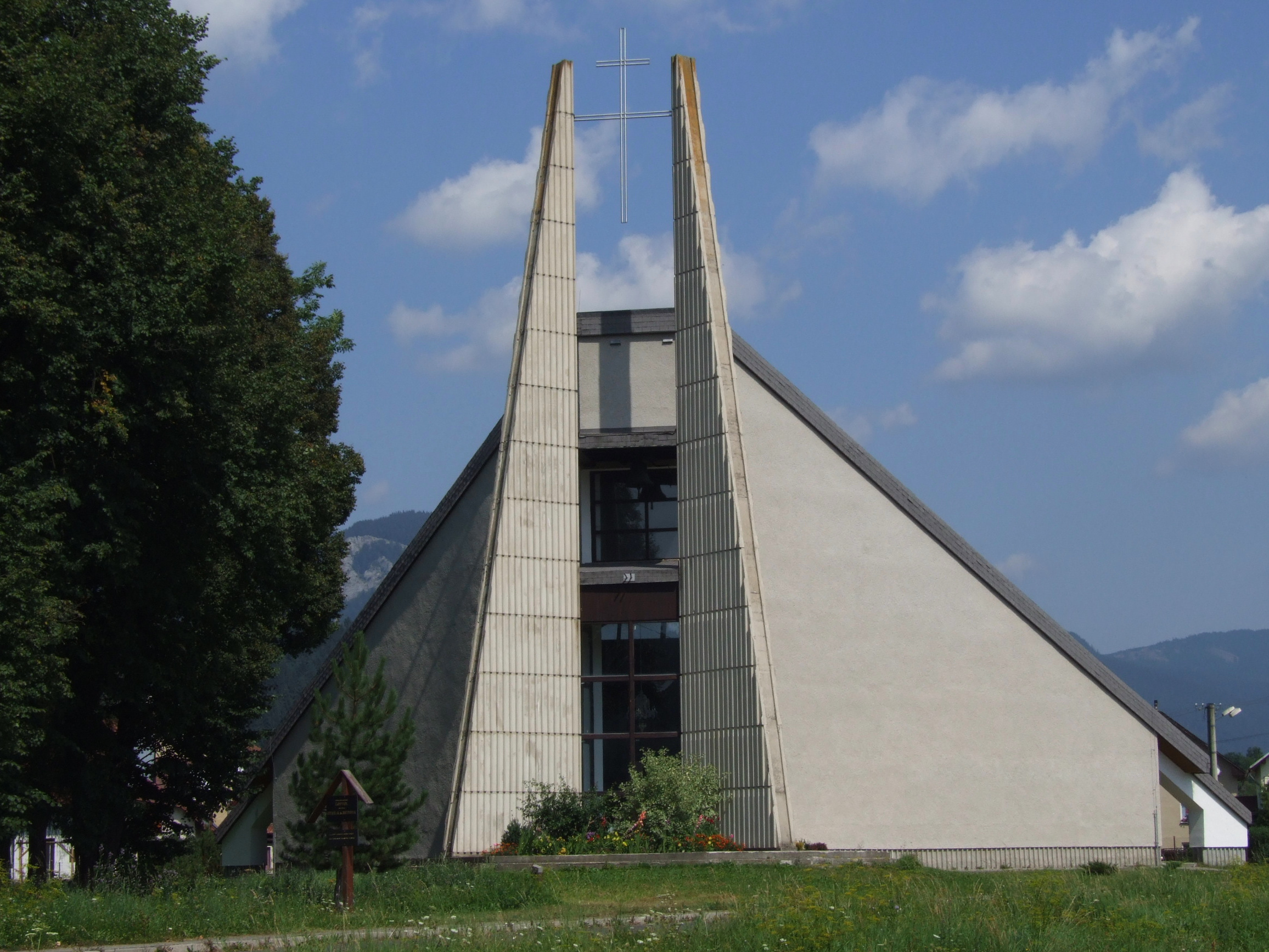
Moderne römisch-katholische Kirche

Nach der Volkszählung 2011 wohnten in Liptovská Sielnica 606 Einwohner, davon 582 Slowaken, drei Tschechen und ein Russine; ein Einwohner gab eine andere Ethnie an. 19 Einwohner machten keine Angaben. 298 Einwohner bekannte sich zur römisch-katholischen Kirche, 161 Einwohner zur evangelischen Kirche A. B., vier Einwohner zur evangelisch-methodistischen Kirche und jeweils ein Einwohner zur Bahai-Religion und zur griechisch-katholischen Kirche. 116 Einwohner waren konfessionslos und bei 25 Einwohnern wurde die Konfession nicht ermittelt.

## Bauwerke
- Ruinen der Burg Liptau westlich des Ortes
- moderne römisch-katholische Kyrill-und-Method-Kirche, 1997 fertiggestellt

## Söhne und Töchter der Gemeinde
- Samuel Ambrosy (1748–1806), Theologe
- Andrej Plávka (1907–1982), Dichter